# Smoleń
Smoleń (též Pilica, Zamek w Smoleniu nebo Zamek Pilcza) je zřícenina hradu na kopci u vsi Smoleň (Smoleń) ve gmině Pilica v okrese Zawiericie ve Slezském vojvodství. Nachází se v Krakovsko-čenstochovské vysočině v přírodní rezervaci Smoleń. Okolo hradu vede cyklostezka a turistická stezka Szlak Orlich Gniazd, zaměřená na opevnění Orlí hnízda. Hrad je přístupný veřejnosti a probíhá jeho rekonstrukce.

## Historie

### Historie hradu
Kopec, na kterém se hrad nachází, byl pravděpodobně osídlen v době laténské, o čemž svědčí dvě kopí, které zde byla nalezena v 19. století.
Kronika Macieje Stryjkowského z roku 1300 popisuje bitvy o hrad Pelciszek mezi Václavem II. a Vladislavem Lokýtkem. Zřejmě však nešlo o hrad Smoleń nebo nedalekou strážní věž na Skale Biśnik nebo Grodzisk Pański, ale o jiný objekt. V roce 1394 se objevuje další zmínka o hradu, která zmiňuje hradního kaplana Dominika. Podle záznamů byl v roce 1396 vyměněn hradní purkrabí.
Na přelomu 14. a 15. století byla majitelkou hradu Elżbieta Pilecka-Granowska, třetí manželka krále Władysława Jagiełło. V roce 1414 pak se pánem hradu stal Jan Pilecki a hrad se na 200 let stal majetkem rodu Leliwitů. V letech 1492–1515 pobýval na zámku Biernat z Lublinu, který byl kaplanem hradní kaple a soukromým lékařem a tajemníkem Jana Pileckiho. Biernat z Lublinu si ve svých dopisech tento pobyt velmi chválil a obdivoval bohatství hradní knihovny.
V roce 1577 hrad koupil od Anny Pilecké kastelán Oświęcim Wojciech Padniewski a usadil se ve vsi pod hradem. Po rodině Pileckých přešel hrad do majetku Padniewského. S ohledem na rostoucí moc a bohatství tohoto rodu nebyl již hrad i přes modernizaci pro majitele dostačující. Ti se proto rozhodli kolem roku 1610 přestěhovat do Pilicy, kde byl dostatek prostoru pro stavbu nového, velkolepějšího sídla (zámek v Pilice).
V roce 1655 Švédové hrad zdevastovali a o dva roky později, v roce 1657, Stanisław Warszycki plánoval předat zničený hrad františkánskému řádu. Ten však zde klášter nezřídil, ale založil jej  o století později v Pilice. K devastaci hradu významně přispěli Rakušané, kteří roku 1797 kámen z hradních zdí využili pro stavbu celnice ve Smoleni. Ve 40. letech 19. století pak hrad koupil Roman Hubicki, který jej upravil a částečně zrekonstruoval. V důsledku těchto prací bylo u jižní zdi hradu nalezeno mnoho lidských kostí a středověkých vojenských předmětů, což naznačuje, že na hradě došlo k vojenskému střetu. Roman Hubicki na hradě založil továrnu na pelety Batawia.

### Současný stav
V 50. a 60. letech 20. století byla zřícenina hradu staticky zajištěna a v roce 1972 začaly další práce na zajištění hradních zdí. V roce 2010 byl v důsledku špatného stavu zdí a dřevin na nich zakázán na hrad vstup. Uvnitř hradu byly pak vykáceny desítky stromů a v roce 2012 bylo zahájeno nabídkové řízení na zabezpečení hradních zdí. Po těchto úpravách byl hrad po částečné rekonstrukci v roce 2015 zpřístupněn veřejnosti.

## Architektura

### Horní hrad
Hrad byl postaven v gotickém slohu v polovině čtrnáctého století, s největší pravděpodobností Ottem z Pilczy a nahradil dřevěnou strážní věž, která zde mohla existovat již dříve. První hrad se skládal z obvodových zdí probíhajících kolem skalní plošiny, obytné budovy ve východní části a válcové věže (bergfrit) měly o průměru asi 7,5 m. Původní vstup do bergfritu byl několik metrů výše (dnešní vchod v úrovni země byl postaven mnohem později).

### Východní hrad
Po roce 1350 postavili Otto z Pilczy a jeho manželka Jadwiga z Melsztynu dolní hrad východně od horního hradu. Ten se skládal z kamenné obranné zdi silné až dva metry, postavené na pětibokém půdorysu. Vstup do prostoru dolního hradu byl gotickou bránou, dochovanou dodnes. Ta sloužila pro spouštění padací mříže. Snad zde také stála obranná věž.
Na zámeckém nádvoří je studna, kterou měli podle tradice vytesat tatarští vězni a její hloubka měla být 200 m (jiné prameny však uvádějí 100 m). Skutečná hloubka je však neznámá, neboť studna je zasypána a nyní má hloubku 26 m.

### Západní hrad
Pravděpodobně Elżbieta Granowska nebo její syn Jan Pilecki po roce 1450 západně od horního hradu vybudovali západní část dolního hradu spojenou s horním hradem hradbou vedoucí podél skály. Vstup na nádvoří byl z jihu. V této části jsou stopy po obytné budově s hrotitými okny a zbytky brány.

## Galerie

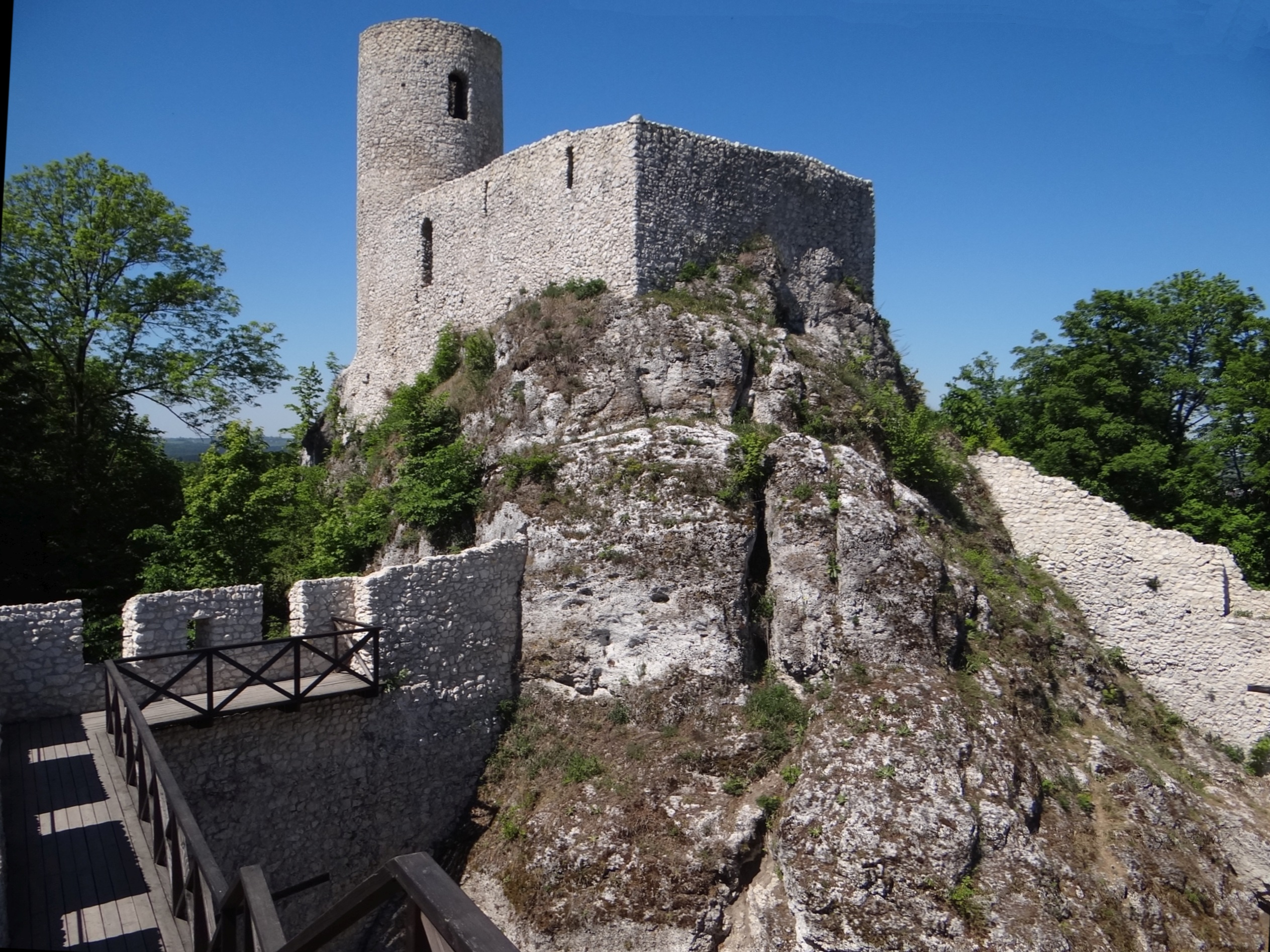
Přístup k hradu
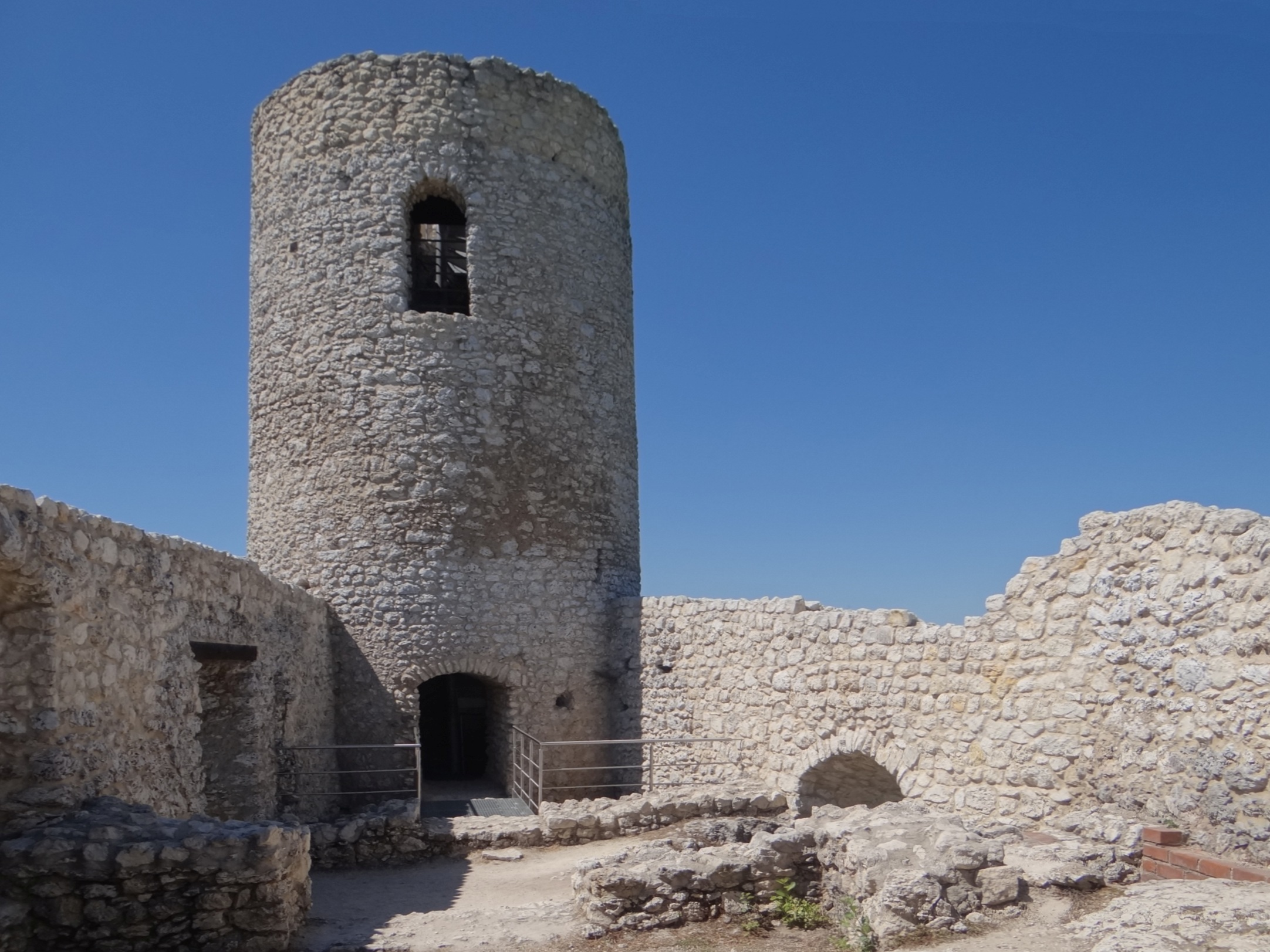
Strážní věž
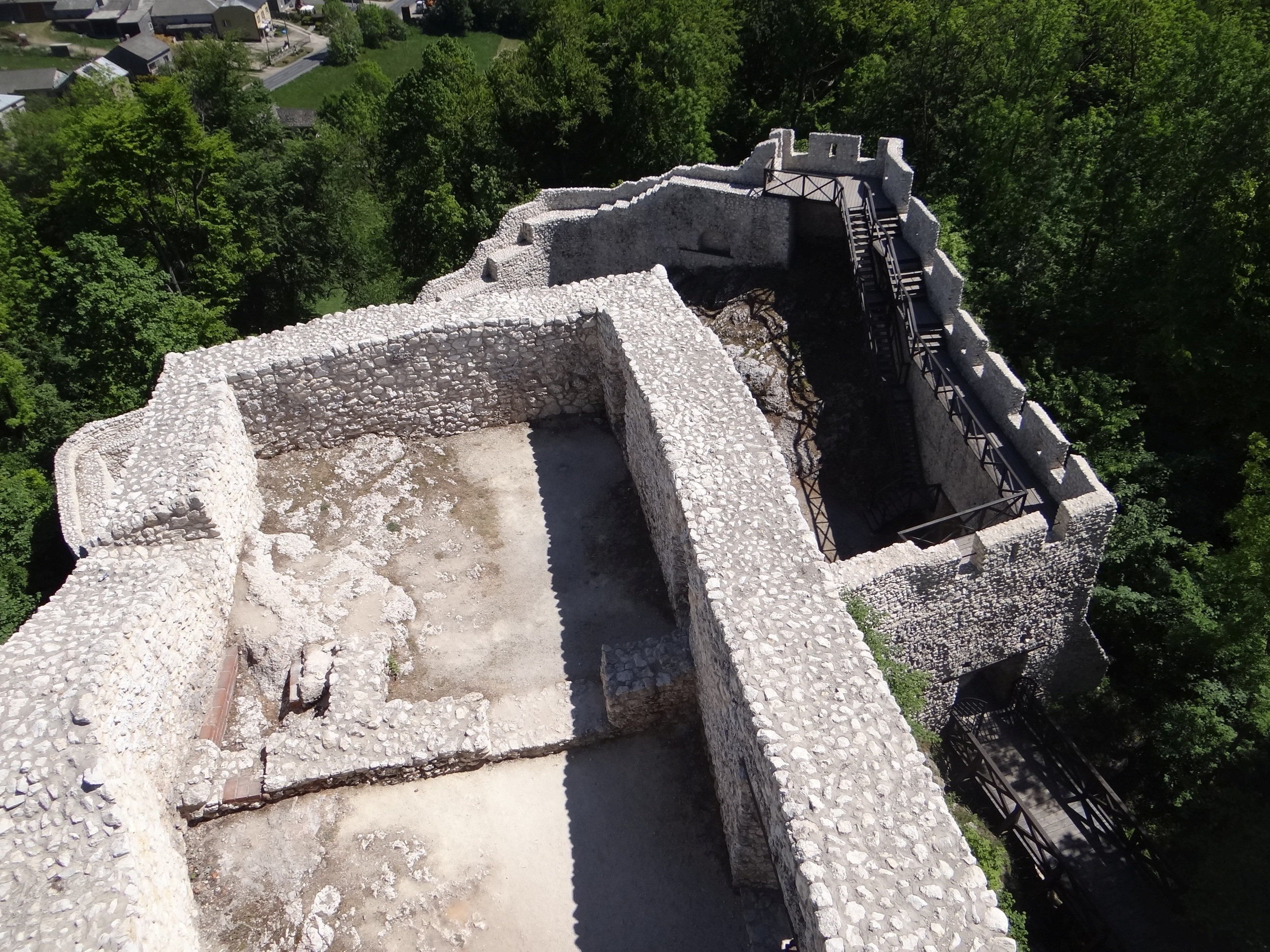
Hrad
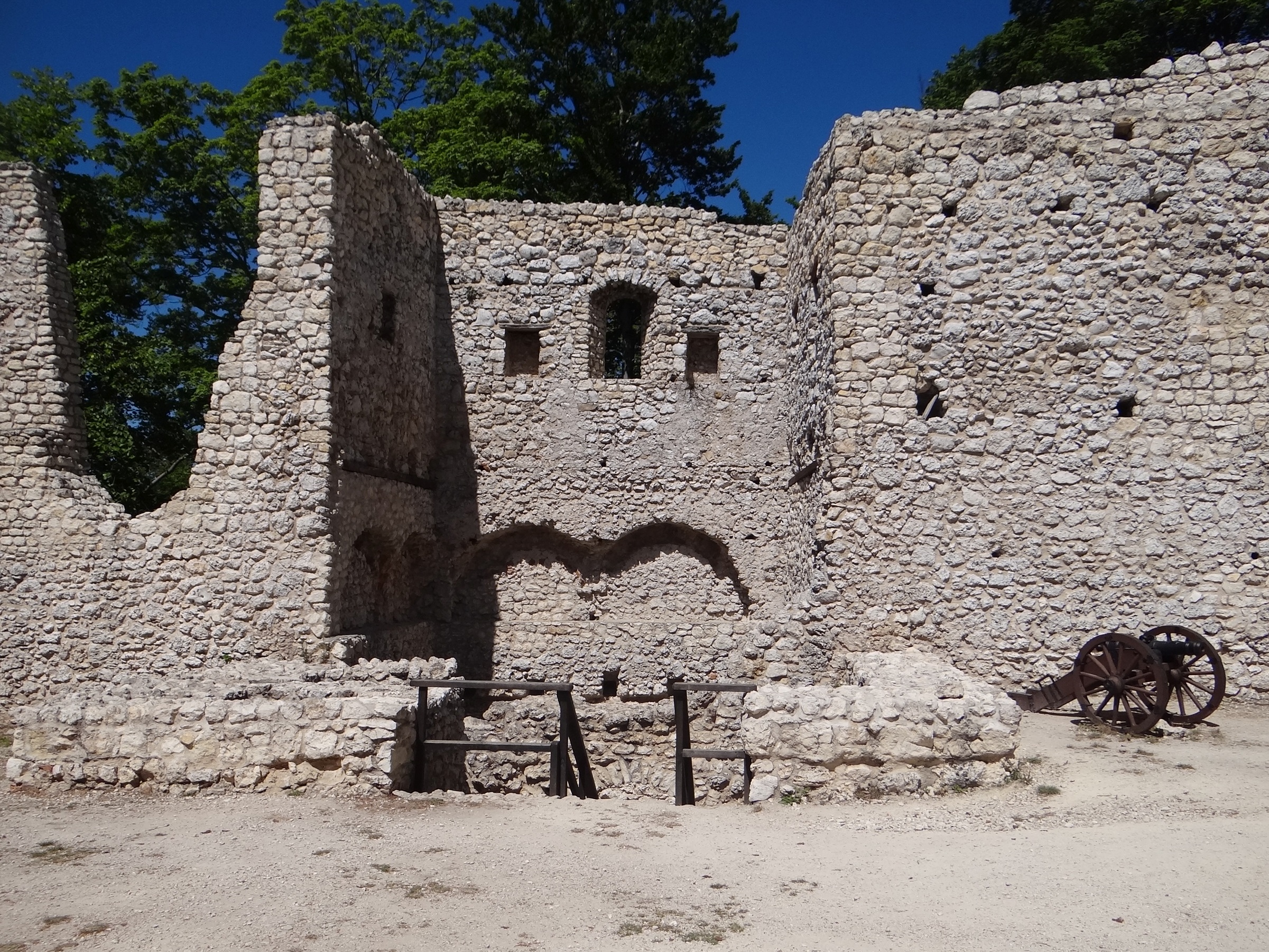
Hradní zdi
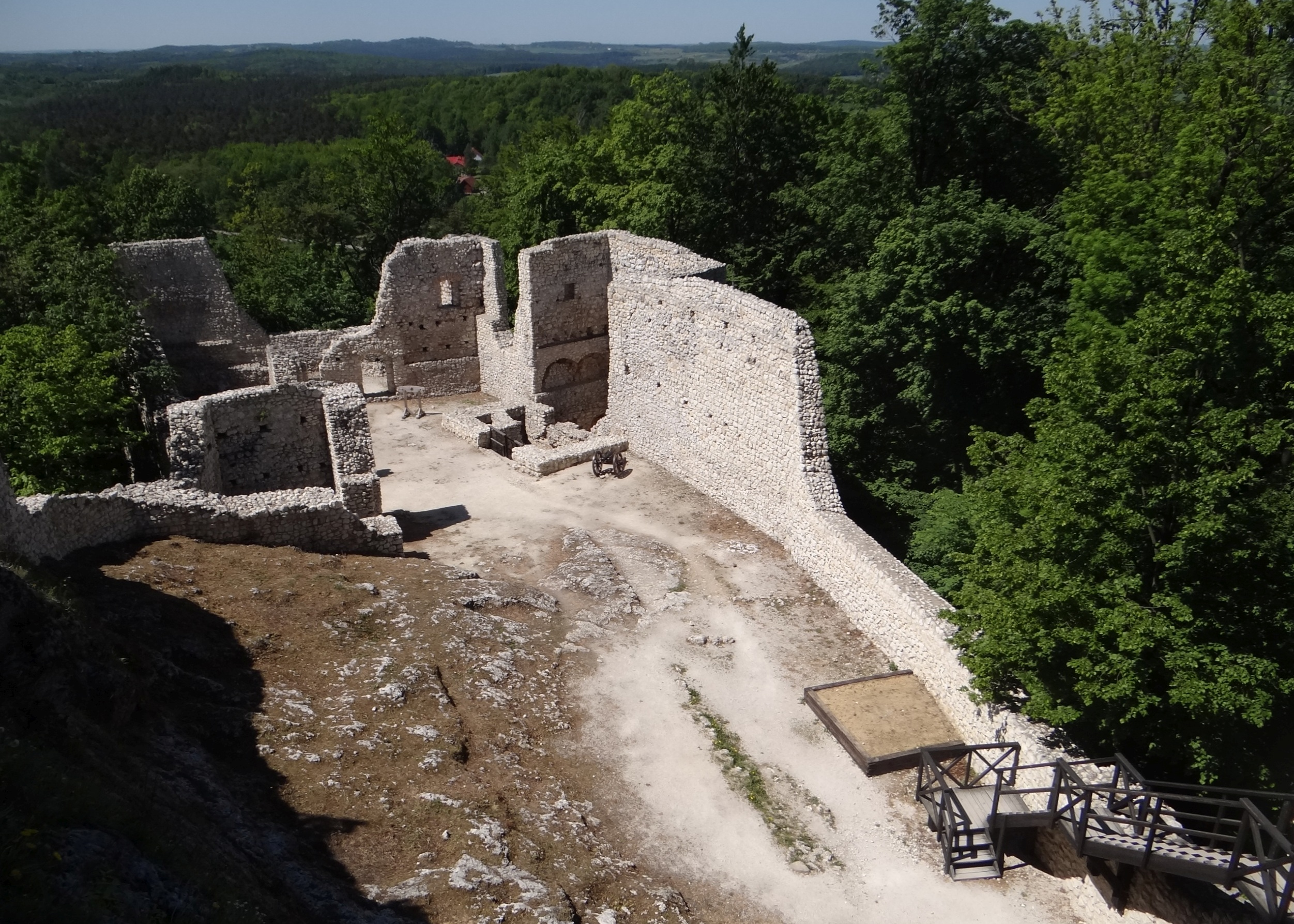
Hrad z ptačí perspektivy